# Matthew- en Huntereiland
Matthew- en Huntereiland (Frans: Île Matthew & Île Hunter) zijn twee kleine, onbewoonde vulkanische eilanden in Melanesië. Zowel Vanuatu als Frankrijk (Nieuw-Caledonië) maken aanspraak op de eilanden.

## Ligging
De eilanden liggen in het zuiden van de Grote Oceaan oostelijk van het eiland Nieuw-Caledonië, een Frans overzees gebiedsdeel. De eilanden liggen 279 km (Matthew) en 329 km (Hunter) zuidoostelijk van het Vanuatische eiland Anatom. De afstand tot Nieuw-Caledonië bedraagt respectievelijk 444 en 518 km.

## Geschiedenis
Mattheweiland werd in 1788 door de Engelsman Thomas Gilbert ontdekt. In de jaren 40 van de twintigste eeuw vond op Mattheweiland een uitbarsting plaats waardoor het eiland drie keer zo groot werd.
Huntereiland werd in 1798 door John Fearn, kapitein van de Amerikaanse walvisvaarder Hunter, ontdekt. Op dit eiland vond in 1903 de laatste eruptie plaats.
Toen Vanuatu in 1980 onafhankelijk werd, claimde het deze eilanden. In 1929 had Frankrijk deze eilanden geannexeerd. In 1965 probeerde het Verenigd Koninkrijk hier een eind aan te maken, maar in 1975 zaten de Fransen er weer. In 1985 verving Vanuatu de Franse bordjes met opschriften die de hoogte aangeven op Mattheweiland; dit herhaalde zich in 1996. Ieder jaar op onafhankelijkheidsdag stuurt Vanuatu soldaten naar Mattheweiland om daar de vlag van Vanuatu te hijsen, waarna even plichtmatig diplomatiek protest door Frankrijk volgt.